# Тиратрон

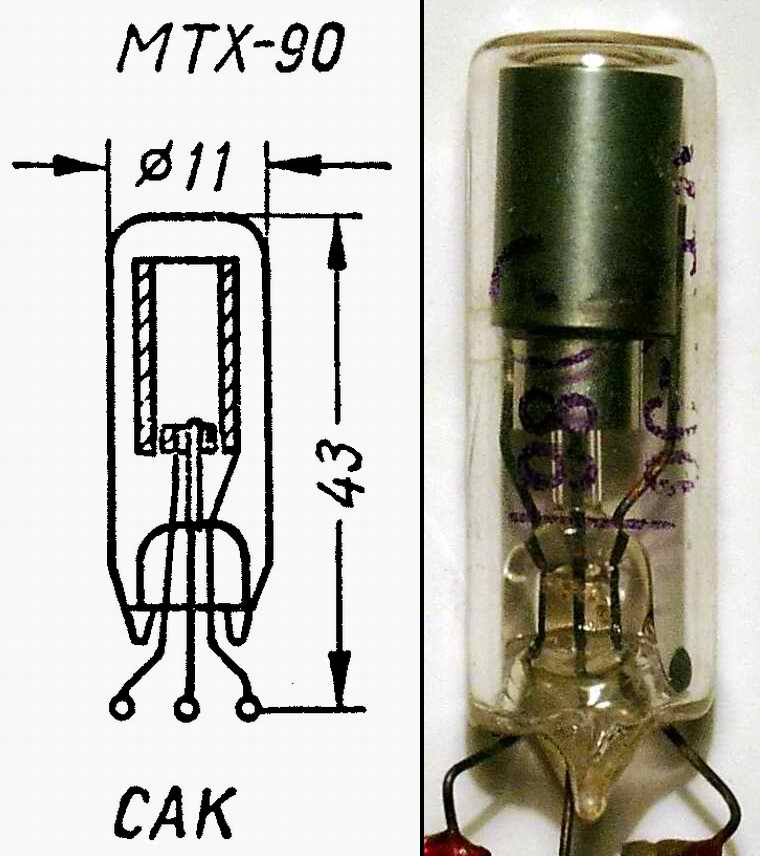
Тиратрон МТХ-90 виробництва СРСР, 1986 р.

Тиратро́н — іонний газорозрядний багатоелектродний комутатор струму, в якому між анодом і катодом можуть розташовуватися одна (тріод), дві (тетрод) або більше сіток (керуючих електродів). Для того, щоб запалити розряд між анодом і катодом, на сітку подається електричний сигнал. На відміну від вакуумних тріодів, при знятті керуючого сигналу струм між анодом і катодом продовжується доти, поки напруга на аноді не зменшиться нижче напруги підтримки розряду. В сучасній електроніці, малопотужні тиратрони практично повністю витиснені напівпровідниковими приладами. Сучасні потужні тиратрони застосовуються при комутації імпульсів струму до 10 кА і напруги до 50 кВ.

## Принцип роботи
- Будова:
  - катод (нагрівається і випускає електрони),
  - анод (позитивно заряджений),
  - сітка (керує подачею струму),
  - газ (зазвичай водень, неон, аргон або пара ртуті).

- Робота:
  - Коли тиратрон нагрівається — катод випускає електрони.
  - Якщо на сітці низька напруга — електрони не доходять до анода (струм не йде).
  - Коли на сітку подається керуюча напруга — відбувається іонізація газу, і між катодом та анодом починає текти струм.
  - Навіть якщо прибрати напругу з сітки — струм не припиняється, поки не зникне анодна напруга (тобто поки живлення не відключиться).

## Особливості
- Працює як перемикач — включився і не вимикається до скидання живлення.
- Може керувати великими струмами (до десятків ампер).
- Має інерційність — повільніше, ніж транзистори.

- Застарілий, але історично важливий.

## Застосування (історичне та частково сучасне)
- Імпульсні генератори високої напруги.
- Керування потужними навантаженнями (наприклад, двигунами).
- У телевізорах і радіолокаційній техніці середини XX століття.
- В електрозварювальному обладнанні.

- У наукових установках (для керування високовольтними імпульсами).